# Schedophilus huttoni
Espèce
Statut de conservation UICN

 LC  : Préoccupation mineure
Schedophilus huttoni est une espèce de poissons marins de la famille des Centrolophidae.

## Répartition
Ce poisson se rencontre dans tout l'hémisphère sud, en dessous du 18e parallèle sud. C'est un poisson démersal présent jusqu'à une profondeur de 1 000 m, mais plus généralement entre 270 et 500 m de profondeur. Les juvéniles restent proches de la surface.

## Description
Schedophilus huttoni peut mesurer jusqu'à 90 cm de longueur totale. Sa coloration générale est gris noirâtre uni à marron.

## Alimentation
Il aurait un régime opportuniste et se nourrirait de petits vertébrés et d'invertébrés benthiques.

## Intérêt commercial
Ce poisson n'est pas ou peu utilisé et présente donc un faible intérêt commercial.

## Systématique
Le nom valide complet (avec auteur) de ce taxon est Schedophilus huttoni (Waite, 1910).
L'espèce a été initialement classée dans le genre Centrolophus sous le protonyme Centrolophus huttoni Waite, 1910,
.
Schedophilus huttoni a pour synonymes :
- Centrolophus huttoni Waite, 1910
- Coroplopus dicologlossops Smith, 1966

### Étymologie
Son épithète spécifique, huttoni, lui a été donnée en l'honneur de Frederick Wollaston Hutton (1836-1905).

### Publication originale
- (en) Edgar R. Waite, « Notes on New Zealand fishes », Transactions of the New Zealand Institute, Nouvelle-Zélande, vol. 42, no 48,‎ 1910, p. 384-391 (lire en ligne, consulté le 8 octobre 2024).